# Parlamentswahl in Burkina Faso 2012

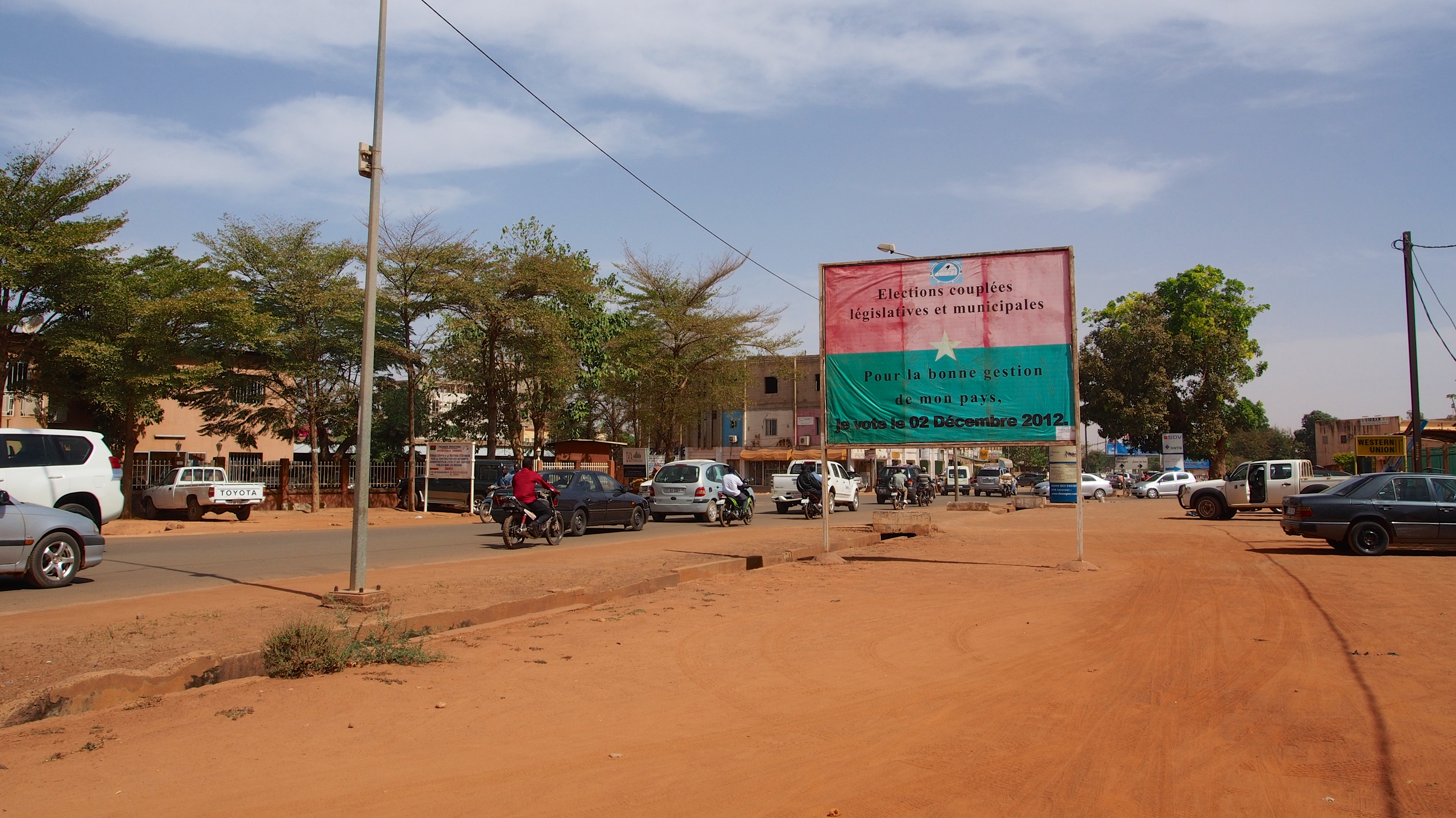
Wahlaufruf der Behörden in Ouagadougou

Die Parlamentswahl in Burkina Faso fand am 2. Dezember 2012 gleichzeitig mit den Kommunalwahlen im westafrikanischen Staat Burkina Faso statt. Die Wahl endete mit dem Sieg der seit 1987 das Land beherrschenden Partei Congrès pour la démocratie et le progrès, die 70 der 127 Sitze in der Nationalversammlung von Burkina Faso errang.

## Wahlverfahren
Mehr als 3000 Kandidaten und 74 Parteien bewarben sich um die 127 Sitze, die nach dem Prinzip des Verhältniswahlrechts vergeben wurden, wobei in einem landesweiten "Wahlbezirk" (in der Tabelle als "Nationale Sitze" bezeichnet) mit 16 zu erringenden Sitzen und 45 regionalen Wahlbezirken mit jeweils 2 bis 9 zu erringenden Sitzen gewählt wurde.

## Ergebnisse
Die Parlamentswahl bestätigte trotz des Verlustes von 3 Sitzen die beherrschende Stellung der bisherigen und aktuellen Regierungspartei Congrès pour la démocratie et le progrès, die mit fast 50 % der Stimmen 70 von 127 Sitzen errang. Die – knapp noch – stärkste Oppositionspartei Alliance pour la Démocratie et la Fédération - Rassemblement Démocratique Africain erhielt demgegenüber mit einem leichten Zugewinn 11 % der Stimmen. Nahezu gleichauf lag die erst 2010 gegründete oppositionelle Union pour le Progrès et le Changement. Keine weitere Partei erreichte ein zweistelliges Prozentergebnis. 63 der 74 angetretenen Parteien erhielten weniger als 1 % der Stimmen, in ihrer Mehrheit erhielten sie sogar jeweils weniger als 0,1 % und sind daher in der folgenden Tabelle nicht aufgeführt. Drei dieser Kleinparteien konnten in einem regionalen Wahlbezirk noch je einen Sitz erringen.
| Congrès pour la démocratie et le progrès                                           | 1 467 749 | 48,66         | 8 | 62 | 70 | −3  |
| Alliance pour la Démocratie et la Fédération - Rassemblement Démocratique Africain | 338 970   | 11,24         | 2 | 17 | 19 | +5  |
| Union pour le Progrès et le Changement                                             | 334 453   | 11,09         | 2 | 17 | 19 | Neu |
| Union pour la Renaissance/Parti Sankariste                                         | 131 592   | 4,36          | 1 | 3  | 4  | 0   |
| Parti pour la Démocratie et le Socialisme / Parti des Bâtisseurs                   | 118 713   | 3,94          | 1 | 1  | 2  | 0   |
| Union pour la République (Burkina Faso)                                            | 92 935    | 3,08          | 1 | 3  | 4  | −1  |
| Convention des Forces Démocratiques                                                | 72 299    | 2,40          | 1 | 2  | 3  | 0   |
| Organisation für Demokratie und Arbeit                                             | 62 479    | 2,07          | 0 | 1  | 1  | Neu |
| Union Nationale pour la Démocratie et le Développement                             | 43,795    | 1.45          | 0 | 1  | 1  | +1  |
| Alternative Faso                                                                   | 40 310    | 1,34          | 0 | 1  | 1  | Neu |
| Rassemblement pour le Développement du Burkina                                     | 29 164    | 0,97          | 0 | 1  | 1  | −1  |
| 62 weitere Parteien                                                                |           | jeweils < 1 % | 0 | 2  | 2  | −4  |
| Quelle: CENI (PDF; 90 kB), Adam Carr                                               |           |               |   |    |    |     |

## Fraktionen

Die Fraktionen in der Nationalversammlung Burkina Fasos nach den Parlamentswahlen 2012

Wie in vielen Parlamenten üblich organisieren sich die gewählten Mitglieder der Nationalversammlung Burkina Fasos nicht in Parteien, sondern als Fraktionen. Die großen Parteien bilden dabei ihre eigenen Fraktionen, die Vertreter der kleinen Parteien schließen sich entweder einer bestehenden Fraktion an oder formieren zusammen eine eigene Fraktion, die den Mindestanforderungen von zehn Mitgliedern entspricht. Im Nachgang zu den Parlamentswahlen 2012 haben sich fünf Fraktionen formiert. Wie die nachstehende Grafik zeigt, hat die Fraktionsbildung jedoch keinen Einfluss auf die tatsächlichen Machtverhältnisse; der CDP bleibt mit einer absoluten Mehrheit dominant.